# Phường 5, Gò Công
Phường 5 là một phường thuộc thành phố Gò Công, tỉnh Tiền Giang, Việt Nam.

## Địa lý
Phường 5 có vị trí địa lý:
- Phía đông giáp phường Long Thuận
- Phía tây và phía nam giáp phường Long Hòa
- Phía bắc giáp các phường 1, 2, Long Chánh.

Phường 5 có diện tích 1,66 km², dân số năm 2022 là 11.514 người, mật độ dân số đạt 6.936 người/km².

## Lịch sử
Ngày 9 tháng 12 năm 2003, Chính phủ ban hành Nghị định số 154/2003/NĐ-CP về việc thành lập Phường 5 trên cơ sở 160 ha diện tích tự nhiên và 7.740 nhân khẩu của xã Long Hòa.
Ngày 19 tháng 3 năm 2024, Ủy ban Thường vụ Quốc hội ban hành Nghị quyết số 1013/NQ-UBTVQH15 (nghị quyết có hiệu lực từ ngày 1 tháng 5 năm 2024) về việc thành lập thành phố Gò Công thuộc tỉnh Tiền Giang. Phường 5 trực thuộc thành phố Gò Công.
Ngày 8 tháng 7 năm 2024, UBND thành phố Gò Công ban hành Quyết định số 360/QĐ-UBNB về việc công nhận Phường 5 đạt chuẩn đô thị văn minh.